# Qionghai

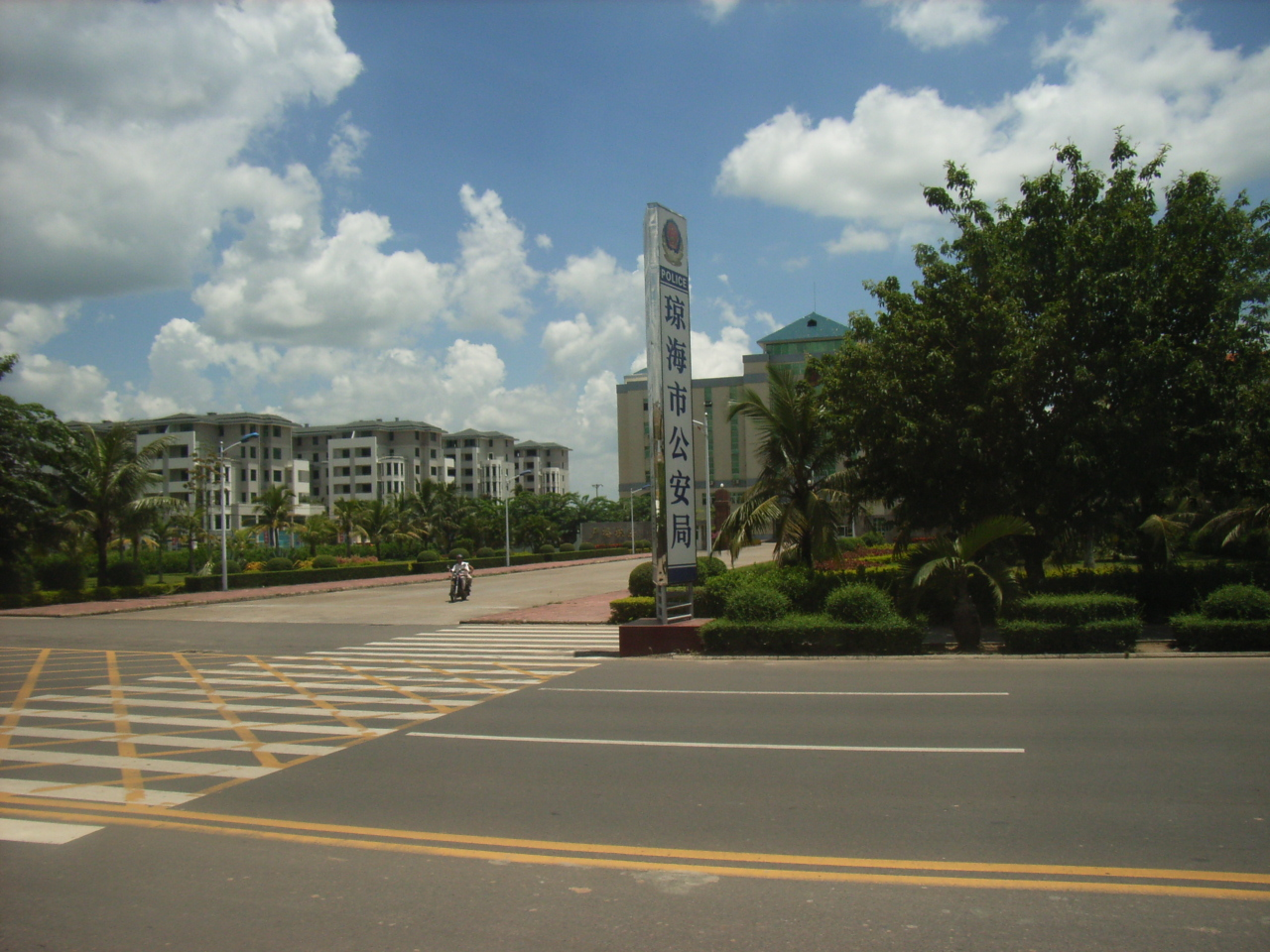
Qionghai : quartiers modernes (bâtiment de la police du district)

Qionghai (chinois : 琼海市 ; pinyin : Qiónghǎi shì) est une ville-district de la province chinoise insulaire de Hainan. C'est une ville-district administrée directement par la province.

## Géographie
Le bourg de Jiaji (zh) (chinois : 嘉积镇) est le centre urbain de la ville.
Le Bourg de Bo'ao, situé à 17 km au Sud-Est de ce centre est notamment célèbre pour le Boao Forum for Asia, une organisation similaire au Forum économique mondial, qui se tient sur l'île Dongyu (chinois : 东屿岛. Bo'ao comporte également des plages de sable fin.

## Démographie
La population du district était de 483 217 habitants en 2010 et la densité de 287 hab./km2.

## Transports
La ville est desservie par la LGV périphérique Est de Hainan, la reliant à Sanya au Sud et Haikou au Nord.
L'aéroport Qinghai-Bo'ao (zh) (chinois : 琼海博鳌机场, (code IATA : BAR • code OACI : ZJQH)) est également situé à côté de la gare de Bo'ao.

## Galerie

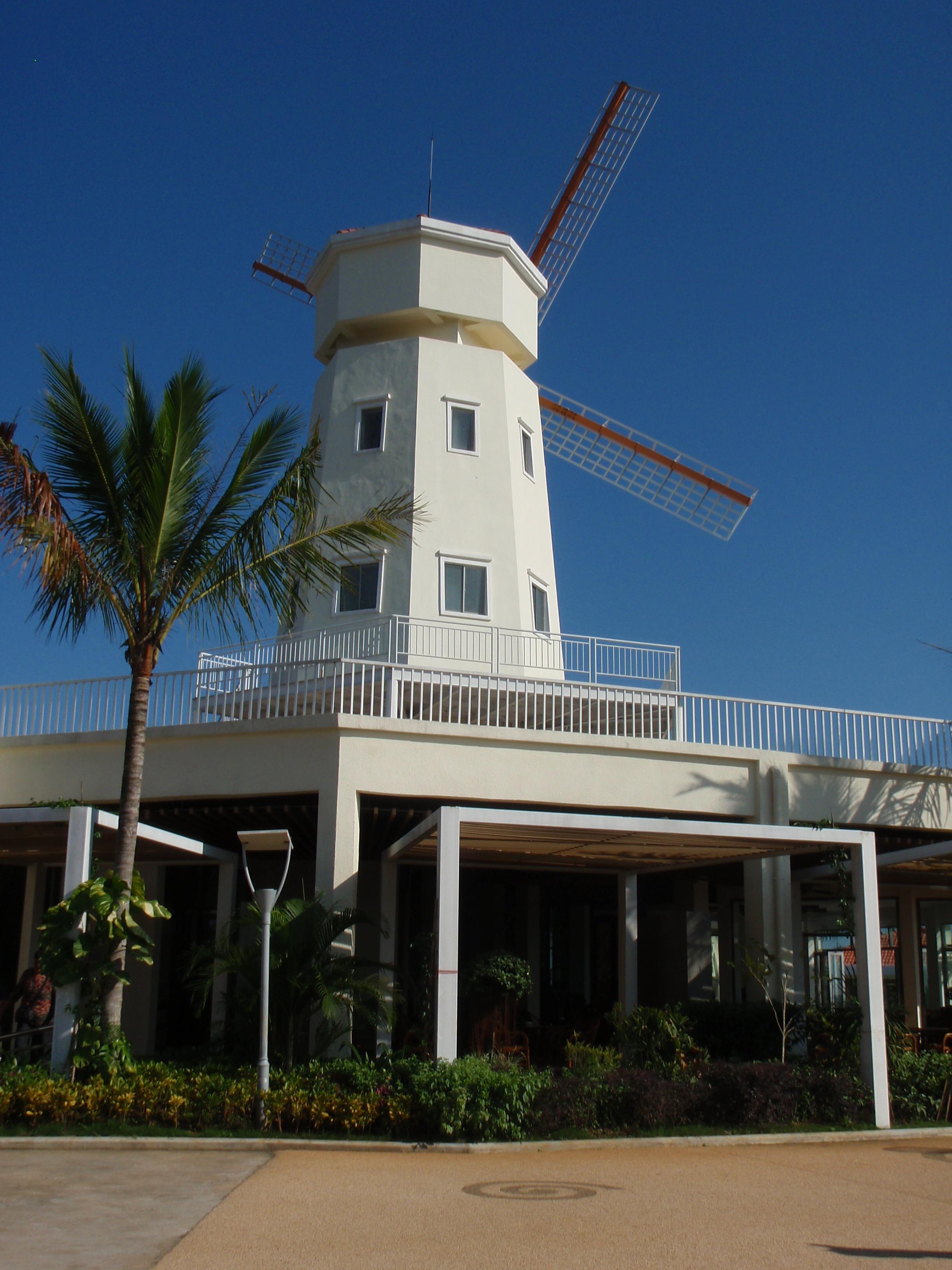
moulin
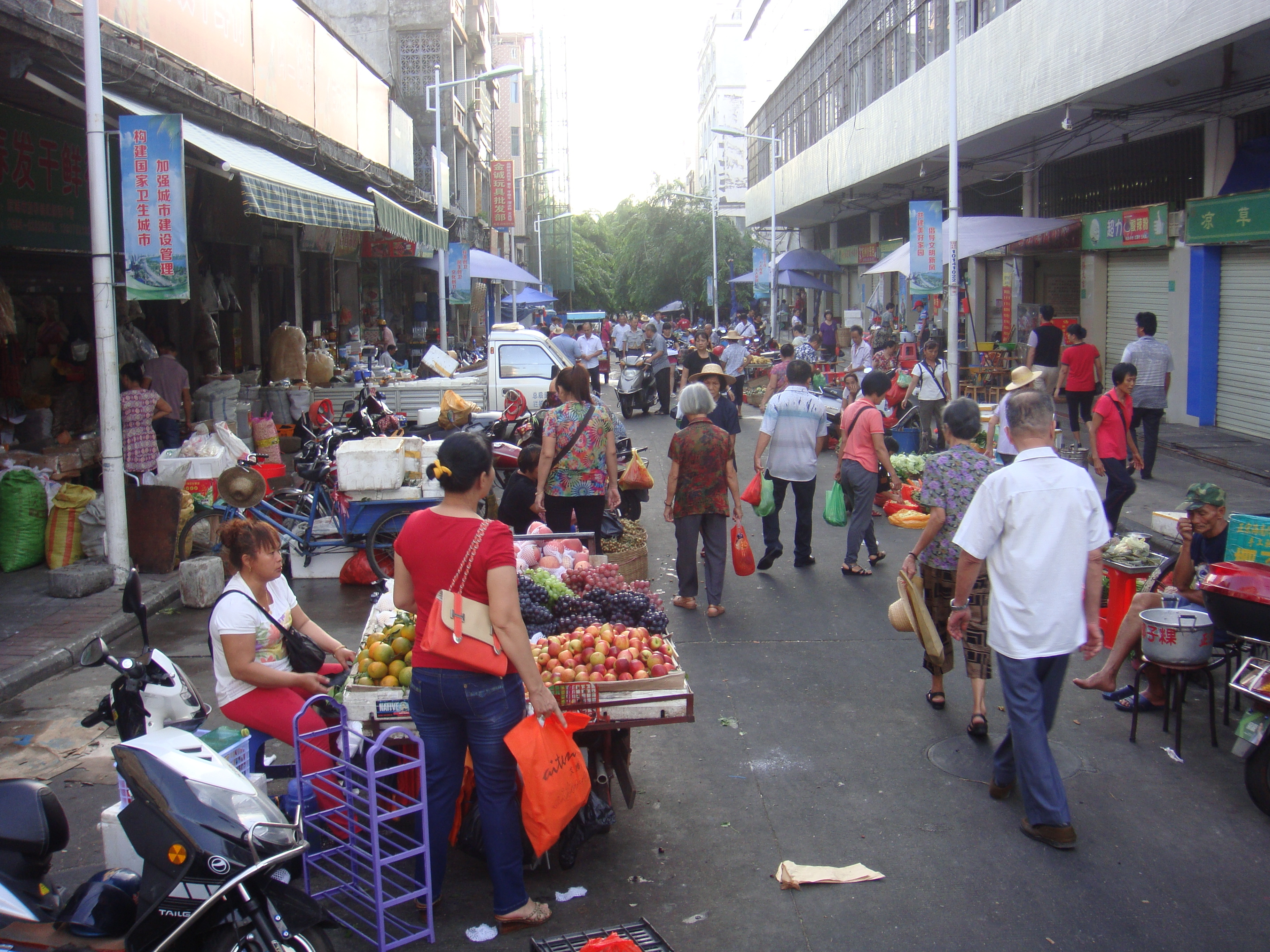
marché
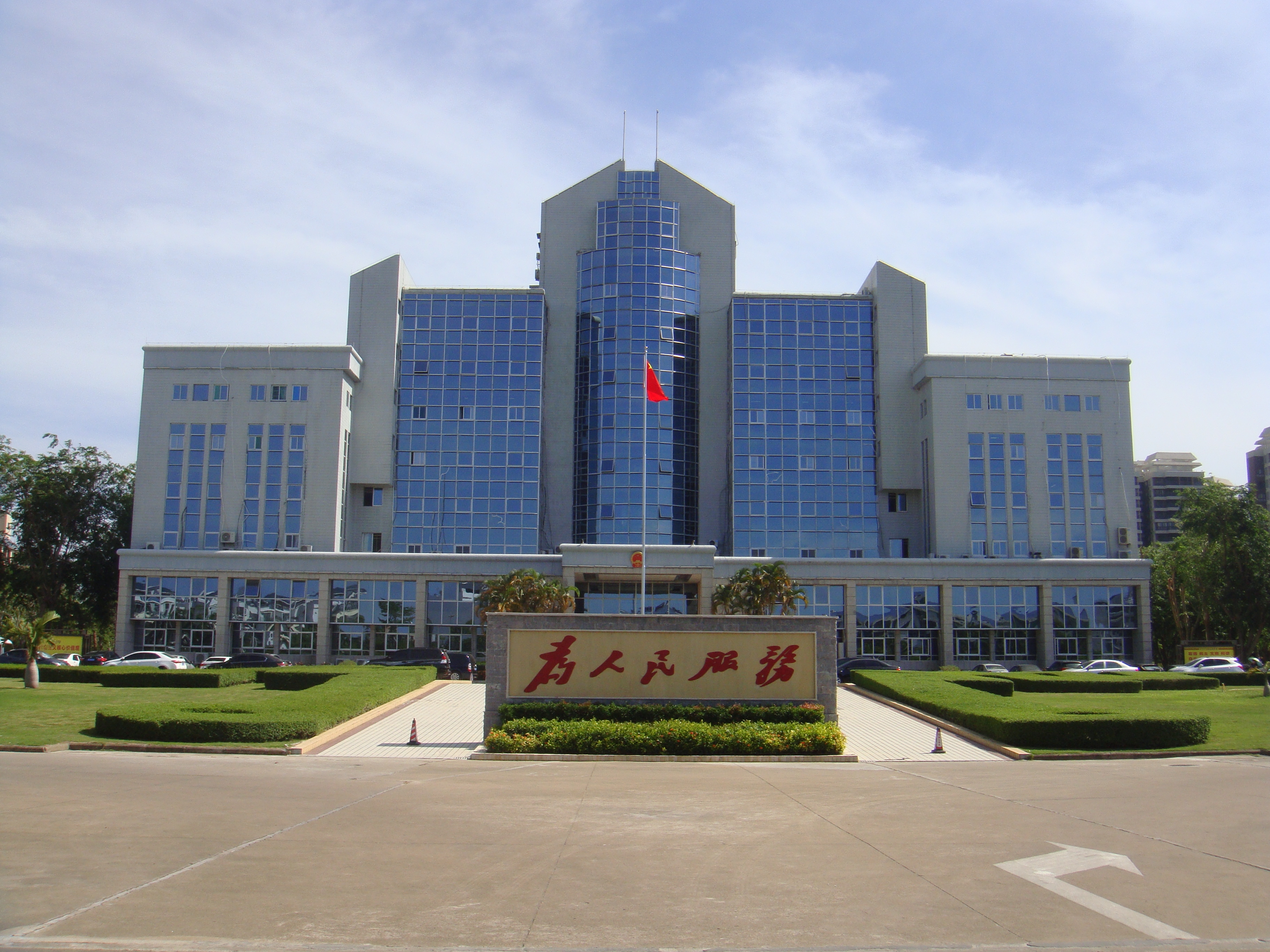
Mairie
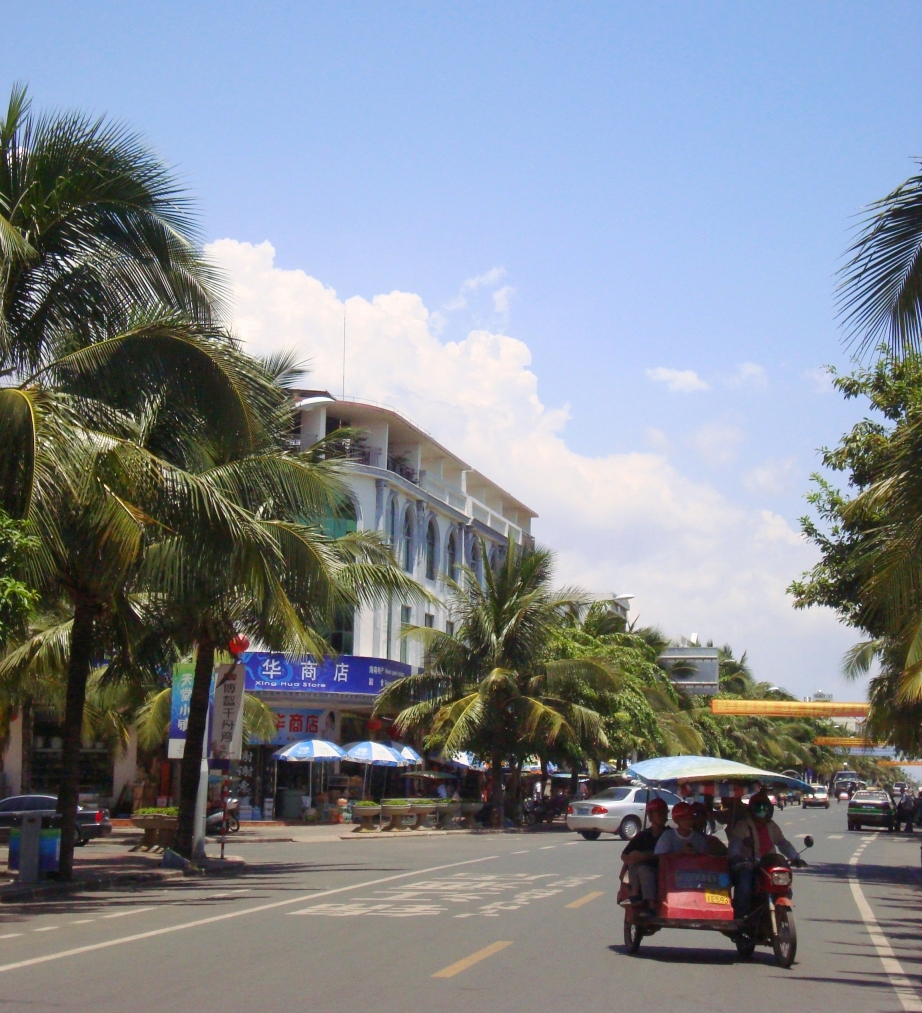
Bo'ao
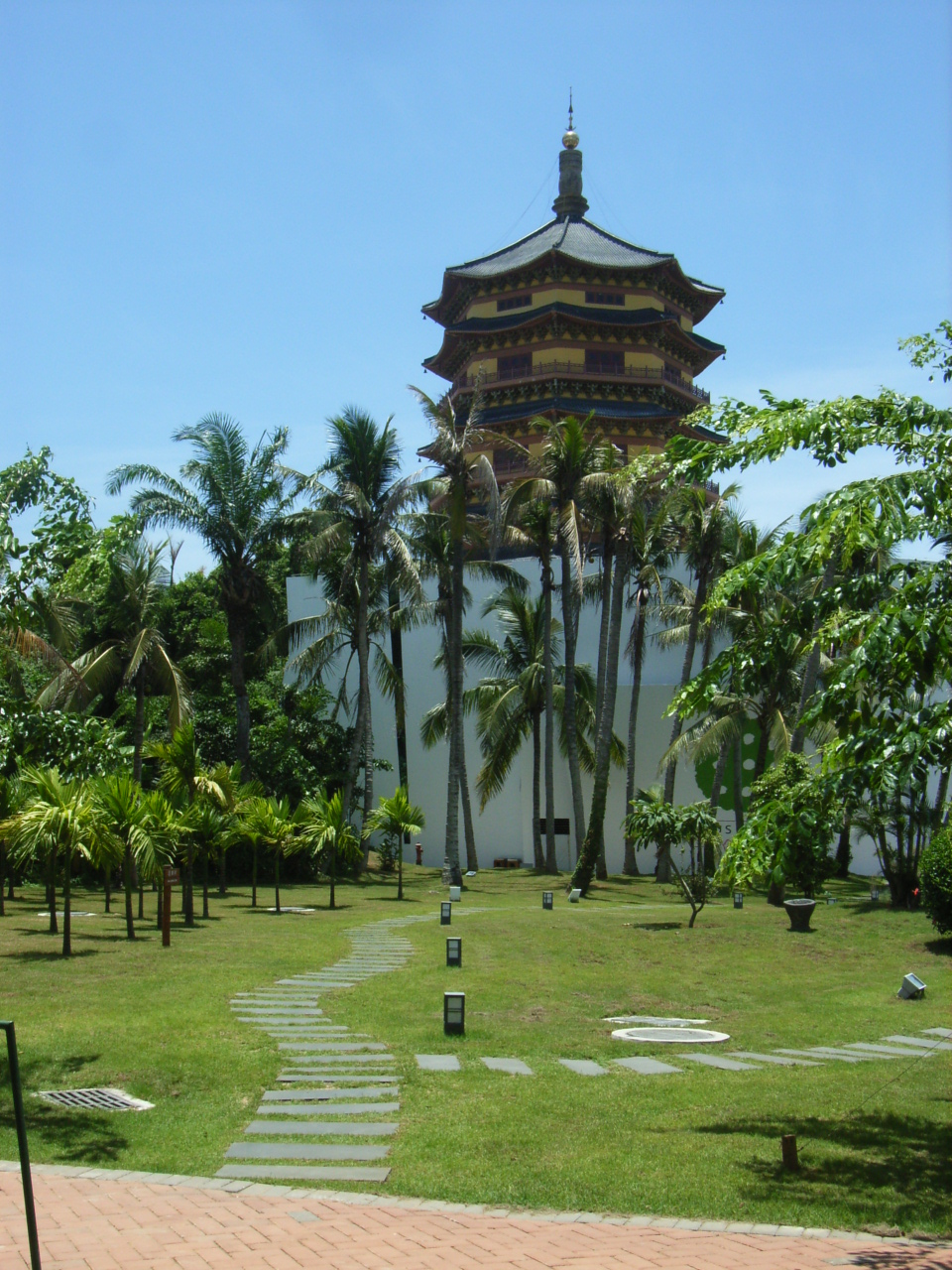
Pagode à Bo'ao